# محمد أبو القاسم حاج حمد
محمد أبو القاسم حاج حمد (1941-2004م) سياسي ومفكر وباحث سوداني. عمل مستشاراً علمياً للمعهد العالمي للفكر الإسلامي في واشنطن. أسّس عام 1982 «مركز الإنماء الثقافي» في أبو ظبي وأقام أول معارض الكتاب العربي المعاصر بالتعاون مع العديد من دور النشر اللبنانية. أسّس في قبرص «دار الدينونة» لإعداد موسوعة القرآن المنهجية والمعرفية، ومجلة «الاتجاه» التي تعنى بشؤون الفكر والاستراتيجيا في نطاق الوسط العربي والجوار الجغرافي. صدر له عدة مؤلفات، منها: العالمية الإسلامية الثانية ومنهجية القرأن المعرفية.

## حياته
ولد في جزيرة مقرات في أبو حمد عام 1942م. تعرض للفصل والسجن وهو في المرحلة الثانوية في مدينة عطبرة إثر المظاهرات الطلابية تأييدًا للكونغولي باتريس لومومبا، والذي ساهم في قيادة ثورة أكتوبر الشعبية عام 1964 التي أطاحت بحكم عبود العسكري. التحق بقيادة حزب الشعب الديمقراطي عام 1965 حيث تولى مسؤولية بعض الدوائر الانتخابية والحركة العمالية إلى استقالته في 23 مايو 1966. أثناء ذلك انتمى للثورة الإرترية منذ عام 1963 ثم تفرغ لها. وبعد استقلال إريتريا في عام 1993، حظي بالجنسية الإرترية والسمة الدبلوماسية كتقدير «أدبي» وعمل كمستشار للدولة الإرترية. وقد عمل لفترة سابقة (1990-1995) أيضا كمستشار علمي للمعهد العالمي للفكر الإسلامي في حيث يقوم المعهد بإعداد دورات تخصصية عالية في مناهج الفكر الإسلامي. ويدير نشاطه من خلال مكتب خاص به للدراسات يتولى إعداد البحوث المتعلقة بالجوانب الجيوسياسية والاستراتيجية الخاصة بالقرن الأفريقي بما فيه السودان والبحر الأحمر وشبه الجزيرة العربية بجانب الدراسات الفلسفية الأخرى. ويعتبر مكتبه الخاص امتدادا للمكتب الرئيسي المؤسس في جزر الأنديز البريطانية وهو مكتب International Studies & Research Bureau- British- West Indies. أسس الحركة السودانية المركزية للبناء والوحدة «حسم» عام 1999م. انتفل إلى الإقامة في بيروت منذ العام 1981م، وانقطع عن السودان منذ العام 1986م وحتى العام 1997م. أسس في قبرص مركز للدراسات الاستراتيجية تحت اسم دار الدينونة.

## مؤلفاته
صدرت الطبعة الثانية من الكتاب في مجلدين، فغطى المجلد الأول (جدلية التركيب منذ 700 ق.م. وإلى 1980م). والمجلد الثاني: (من 1956م وإلى 1996م)
1. العالمية الإسلامية الثانية: جدلية الغيب والإنسان والطبيعة1979م
2. منهجية القرآن المعرفية: أسلمة فلسفة العلوم الطبيعية والإنسانية 1991م
3. أبستمولوجية المعرفة الكونية، إسلامية المعرفة والمنهج)، سلسلة فلسفة الدين والكلام الجديد 2004م
4. الأبعاد الدولية لمعركة إرتريا 1974م
5. دراسة عن «أزمة القرن الأفريقي وموقعه في إستراتيجية العدو الصهيوني» مركز دراسات العالم الإسلامي 1990م
6. «الثورة الأرترية ومنازعات القرن الأفريقي» دراسة من (6) حلقات، صحيفة الفجر، أبوظبي، أكتوبر، نوفمبر 1986م
7. السودان المازق التاريخي وافاق المستقبل

## وفاته
توفي محمد أبو القاسم حاج حمد في 20 ديسمبر 2004م.